# Наїб
Наїб (араб. نائب‎‎ — заступник, уповноважений, намісник) — правитель округу чи провінції у середньовічних мусульманських державах.

В Імаматі Шаміля — його представник, що здійснює військово-адміністративну владу над певною територією.
У деяких сучасних мусульманських країнах, наїб — заступник будь-якого начальника, іноді — начальник місцевої поліції, голова сільської громади. В Османській імперії, наїб — це суддя шаріатського суду, заступник верховного судді, помічник кадія.